# Parochthiphila frontella
Parochthiphila frontella är en tvåvingeart som först beskrevs av Camillo Rondani 1874.  Parochthiphila frontella ingår i släktet Parochthiphila och familjen markflugor. Inga underarter finns listade i Catalogue of Life.